# 町立中標津病院
町立中標津病院（ちょうりつなかしべつびょういん）は、北海道標津郡中標津町にある病院（市区町村立病院）。

## 沿革
- 1944年（昭和19年）：「北海道農業会中標津厚生病院」設置[2]。
- 1948年（昭和23年）：農業団体再編により、北海道厚生農業協同組合連合会（JA北海道厚生連）が継承し、「中標津厚生病院」と改称[2][3]。
- 1953年（昭和28年）：中標津町国民健康保険直営中標津診療所開設[2]。
- 1954年（昭和29年）：中標津厚生病院廃止（厚生連所有の病院買収）し、「中標津町国民健康保険直営中標津診療所」として発足[2]。
- 1955年（昭和30年）：病棟増築し、旧厚生病院撤去[2]。
- 1956年（昭和31年）：「中標津町国民健康保険直営中標津病院」と改称[2]。
- 1961年（昭和36年）：計根別診療所（1947年に北海道農業会が開設し、1960年に一時民間施設に移転）を国民健康保険中標津病院計根別分院と改称（1980年休止）[3]。
- 1967年（昭和42年）：新築移転[2]。
- 1968年（昭和43年）：「町立中標津病院」と改称[2]。
- 1973年（昭和48年）：リハビリテーション施設等増築[2]。
- 1976年（昭和51年）：放射線室（CTスキャナ室）増築[2]。
- 1999年（平成11年）：新築移転[2][4]。院内保育所完成[2]。
- 2010年（平成22年）：病院前の町有地に緊急離着陸場完成[5]。
- 2014年（平成26年）：在宅療養支援病院施設基準取得[2]。
- 2016年（平成28年）：療養病棟休床[2]。

## 機関指定
- 地域センター病院[6][7]
- 救急指定病院[6]
- へき地医療拠点病院[6]
- 北海道災害拠点病院[6]
- 地域周産期母子医療センター[6]
- 北海道DMAT（災害派遣医療チーム）[6]

## 診療科等
診療科
- 外科
- 内科
- 整形外科
- 泌尿器科
- 小児科
- 産婦人科
- 耳鼻咽喉科
- 眼科
- 麻酔科
- 皮膚科
- 放射線科
- 循環器科
- リハビリテーション科
- 精神科

## 施設認定
- 日本外科学会外科専門医制度関連施設
- 日本麻酔科学会麻酔科認定病院
- 日本消化器内視鏡学会認定指導施設
- 日本整形外科学会研修施設

## アクセス・駐車場
中標津町社会福祉協議会に隣接、東武サウスヒルズに近接しており、中標津空港から車で約15分に位置している。
- 阿寒バス「町立病院前」「町立病院入口」バス停下車
- 中標津町営バス「町立病院」バス停下車
- 駐車場あり

## 参考資料
- “町立中標津病院新経営改革プラン（平成29年度〜平成32年度）” (PDF).   町立中標津病院 (2017年). 2018年2月6日閲覧。